# Iwan Radułow
Iwan Radułow, bułg. Иван Радулов (ur. 7 stycznia 1939 w Burgasie) – bułgarski szachista, arcymistrz od 1972 roku.

## Kariera szachowa
Na przełomie 1968 i 1969 podzielił I miejsce w Reggio Emilii. W latach 70. należał do ścisłej czołówki bułgarskich szachistów, trzykrotnie (1971, 1977, 1980) zwyciężając w mistrzostwach kraju. Do największych międzynarodowych sukcesów  zaliczyć może zwycięstwa w Torremolinos (1971), Helsinkach (1972), Montilli (1974, przed Lubomirem Kavalkiem, Helmutem Pflegerem, Miguelem Quinterosem, Florinem Gheorghiu i Ulfem Anderssonem), Bajmoku (1975), ponownie w Montilli (1975, wraz z Lwem Poługajewskim), Kikidze (1976), Oslo (1977) i Vrbas (1979). W roku 1982 wystąpił w memoriale Akiby Rubinsteina w Polanicy-Zdroju, zajmując III miejsce, natomiast na przełomie 1986 i 1987 podzielił I miejsce w turnieju Rilton Cup w Sztokholmie (wspólnie z m.in. Juanem Manuelem Bellónem Lópezem). W 2005 zwyciężył w otwartym turnieju w Saint-Quentin.
Wielokrotnie reprezentował Bułgarię w turniejach drużynowych, m.in.:
- ośmiokrotnie na olimpiadach szachowych (w latach 1968, 1970, 1972, 1974, 1978, 1980, 1982, 1986); medalista: wspólnie z drużyną – brązowy (1986)[4],
- czterokrotnie na drużynowych mistrzostwach Europy (w latach 1970, 1977, 1980, 1983)[5],
- czternastokrotnie na drużynowych mistrzostwach Bałkanów (w latach 1971, 1972, 1973, 1974, 1975, 1976, 1977, 1978, 1979, 1980, 1981, 1982, 1986, 1990); czternastokrotny medalista: wspólnie z drużyną – czterokrotnie złoty (1973, 1974, 1982, 1986), pięciokrotnie srebrny (1971, 1972, 1975, 1976, 1979) i pięciokrotnie brązowy (1977, 1978, 1980, 1981, 1990)[6],
- sześciokrotnie na drużynowych mistrzostwach świata studentów (w latach 1961, 1962, 1963, 1964, 1965, 1966)[7].

Najwyższy ranking w karierze osiągnął 1 lipca 1973, z wynikiem 2530 punktów dzielił wówczas 47-50. miejsce na światowej liście FIDE (jednocześnie zajmując 1. miejsce wśród bułgarskich szachistów).